# タンジェントポリ
タンジェントポリ（イタリア語: Tangentopoli）は、イタリアで1992年から始まった大規模な汚職捜査とその結果としての政界再編を指す言葉。文字通りには、「贈収賄のはびこる都市」を意味する。
冷戦の終焉などもあってイタリア政界に大きな変化を与えた事から、この事件をもってイタリア第一共和政からイタリア第二共和政へと移行したと見る向きもある。

## 概要

### 汚職の常態化
イタリアの政治は、第二次世界大戦後、キリスト教民主主義(DC)、イタリア社会党(PSI)、イタリア民主社会党(PSDI)、イタリア共和党(PRI)を中心とする中道・左派政党が一貫して政権を担ってきた。その結果として汚職が一般化し、国民の政治不信が高まるものの、上下両院は比例代表制による選挙制度であったため、イタリア共産党をのぞく主要4党が上下両院で過半数の議席を占める構図は大きく変化せず、政権基盤が揺らぐことはなかった。
しかし、1992年、ミラノ検察庁が市立養護老人施設の汚職捜査をきっかけに捜査対象を国会議員に拡大した。ミラノ地検の検事であったアントニオ・ディ・ピエトロの指揮下による「マーニ・プリーテ（清廉な手）」と呼ばれる捜査作戦は全国に波及し、1992年-1994年までに3,000人（うち約400人が国会議員）が摘発された。

### 選挙制度改革

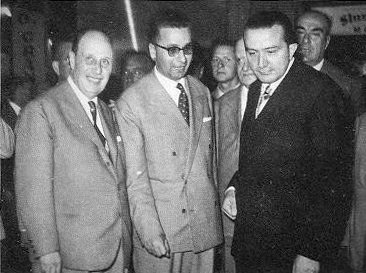
アンドレオッティとロッジP2のリーチオ・ジェッリ

これらの汚職が表ざたになったことから、これまで持ちこたえてきた連立与党への国民の信頼は失墜し、非政治家のカルロ・アツェリオ・チャンピが首相に就任した。
チャンピ内閣は比例代表制による上下両院の硬直化を打破するため、小選挙区制の導入を柱とする選挙制度改革を実施、1994年の総選挙では既成政党が軒並み議席を減らした。
第二次世界大戦後より長年政権を担当してきたDC、PSIはジュリオ・アンドレオッティのマフィアとの関係発覚や、ベッティーノ・クラクシのチュニジア亡命などで求心力を失い分裂、解散に追い込まれた。

## 沿革

### 1992年
- 2月17日 - マリオ・キエーザがミラノ検察庁に逮捕される。タンジェントポリ捜査（マーニ・プリーテ）の開始。
- 4月5日 - イタリア総選挙、北部同盟が躍進。
- 5月23日 - 法務省刑事部長のジョヴァンニ・ファルコーネが暗殺される。
- 7月19日 - 検事のパオロ・ボルセリーノが暗殺される。これらの暗殺にはサルヴァトーレ・リイナとジュリオ・アンドレオッティが関与した。

### 1993年
- 1月15日 - マフィアのサルヴァトーレ・リイナが逮捕される。
- 2月11日 - ベッティーノ・クラクシ、イタリア社会党書記長を辞任。
- 3月27日 - パレルモ地方検察庁、ジュリオ・アンドレオッティに対する捜査の許可と議員免責特権の停止を元老院に申請。
- 4月22日 - ジュリアーノ・アマート内閣総辞職。
- 4月26日 - カルロ・アツェリオ・チャンピ内閣発足、初の非政治家内閣。
- 5月12日 - 産業復興公社(IRI)総裁のフランコ・ノービリが逮捕される。